# Да Хон Пао

Провінція Фуцзянь місце вирощування Да Хон Пао

Да Хон Пао (кит.: 大红袍, піньїнь: Dàhóng páo, пер.: Червоний Халат) — червоний у китайській та чорний в європейській класифікації чай, що належить до групи сильно-ферментованих улунів. Один з найзнаменитіших чаїв Піднебесної, який вирощують на північному заході провінції Фуцзянь, у горах Уїшань.

## Характеристики чаю
За кольором лист цього чаю синювато-бурий, а аромат високий, чистий і солодкий. Має насичений, з солодким присмаком, смак. При кожному наступному заварюванні смак, колір і аромат чаю змінюються: його присмак спочатку яскравий та злегка гострий, але не володіє гіркотою, потім стрімко переходить у фруктовий солодкий посмак, що доповнюється печеними нотами.
Колір чайного настою від темно-золотистого до насичено-бурштинового.

## Виробництво
Процес виробництва Дахон пао:
1. Збір. Сировину збирають один раз на рік з 1 по 15 травня. Зривається гілочка з першими 4 листочками.
2. Підв'ялювання. Сировину розкладають на відкритому повітрі або у провітрюваному приміщенні тонкими шарами на кілька годин для того, щоб вони позбулися частини вологи та стали м'якими, придатними для подальшої обробки.
3. М'яття та ферментація. Лист обережно мнуть вручну (або у великих обертових барабанах) для того, щоб з нього виділився сік, а кисень потрапив всередину листка (що пришвидшує ферментацію). Після цього листя залишають на деякий час безпосередньо для ферментації.
4. Обсмажування. Майстер визначає, коли потрібно зупинити ферментацію, потім лист відправляють на обсмажування, яке руйнує ферменти, припиняє процес ферментації. Обсмажування відбувається в гарячому котлі протягом декількох хвилин.
5. Поздовжнє скручування.
6. Остаточне сушіння. Робиться для того, щоб з листа вийшла зайва волога й закріпилася його форма. Після цього виходить напівфабрикат, який називають Мао Ча.
7. Відривання живців. Протягом усього літа селяни відривають листочки від держака, сортують його та змішують.
8. Повільне прогрівання над вугіллям. Це фінальна стадія виробництва чаю. Приблизно протягом доби чай прогрівається у спеціяльних плетених кошиках над вугіллям. Температура жару регулюється шаром попелу над вугіллям. Вугілля протягом всього часу кілька разів змінюють.
9. Фасування.

## Історія
Згідно з однією з легенд, чай отримав свою назву та популярність після випадку, що стався у 1385 році, коли студент Дін Сянь, прямуючи на здачу імператорських іспитів, отримав тепловий удар, й один з ченців монастиря використовував чай, щоб його вилікувати. Успішно склавши іспит і отримавши значну посаду (якій відповідав червоний халат), чиновник вирішив віддячити ченця та подарувати йому червоний халат зі зображенням дракона, проте той, за традиціями буддизму, від подарунка відмовився, тоді чиновник дарував свій червоний халат кущам чаю.
Згідно з іншою легендою одного разу завдяки цілющим якостям чаю була вилікувана мати одного з імператорів династії Мін. В знак вдячності імператор надіслав величезні червоні мантії, щоб одягнути 4 чайних кущі, що дали цілющий напій.
Слід зазначити, що існує безліч інших легенд про історію та походження цього чаю.
З 80-х років 20 століття ці 4 материнські кущики розмножують вегетативним способом. Зроблений з них чай так само називають «червоний халат», але експерти відзначають[джерело?], що він значно відрізняється від справжнього Да Хон Пао.
Завдяки своїй високій якості, Да Хон Пао зазвичай зарезервований для почесних гостей у Китаї.